# Restauration hors domicile
Pour les articles homonymes, voir RHD et RHF.

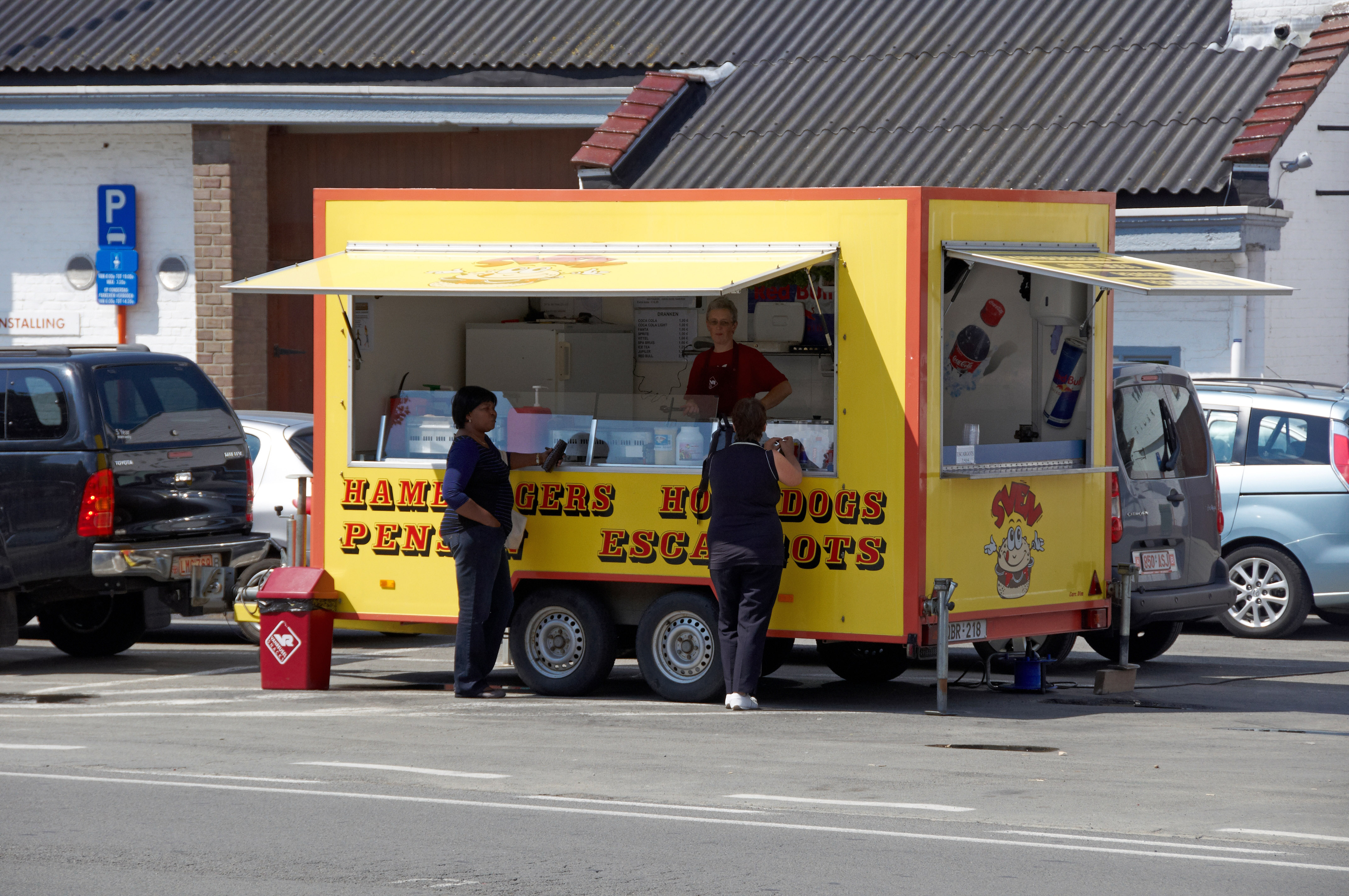
Une friterie mobile en Belgique

La restauration hors domicile (RHD ou RHF pour restauration hors foyer) est un secteur économique englobant les modes de restauration se faisant en dehors du domicile. Ainsi sont concernés la restauration commerciale (restaurant, fast-food, cafétéria, sandwicherie), la restauration collective (cantines, restaurant d'entreprise), ainsi que le snacking en libre service (boîtier repas lunch box, sandwichs emballés et salades préparées prêts à l'emploi).
Il s'agit en France d'un secteur économique majeur qui a évolué grâce à la modification des habitudes de consommation.